# Guilhalmi
Guilhalmi o Guilhelmi o Guillalmi (fl. 1100-1130) è stato un trovatore o probabilmente joglar occitano, possibilmente guascone (forse del Comminges o Agenais), non identificabile con l'omonimo Guilhelmi.
Gli viene attribuita una tenzone (Car vey fenir a tot dia) con Cercamon.
[Cercamon]

Car vey fenir a tot dia

lo joi [e.l chan] e.l deport

e no.m socor la clerzia,

e no.m puesc mudar no.m cofort

co fay, can conois sa mort,

lo signes, que bray e crida

et muou son sonet per fort,

c'ar li cove fenir sa vida

e plus no.i a de conort.

[Guillelmi]

Maïstre, si Dieus me valha,

ben disetz so que cove:

mas ja d'aiso no vos calha

car li clerc no vos fan be,

car lo bos temps ve, so cre,

qua auretz aital guazalha

que vos dara palafre

o renda que mais vos valha,

car lo coms de Peitieus ve.

[Cercamon]

Guillalmi, mon pretz mealha

so que.m dizes, per ma fe:

mais volria una calla

estreg tener en mon se

no faria un polhe

qu'estes en autrui sarralha,

c'atendes la lor merce,

car soven, so cug, badalha

qui s'aten a l'autrui be.

[Guilhelmi]

Maïstre, gran benanansa

podetz aver si sofretz.

[Cercamon]

- Guillalmi, vostra vanansa

non crei si com vos me dizetz

[Guilhelmi]

- Maïstre, car no.m crezetz?

Gran be vos venra de Fransa

si atendre lo voletz.

[Cercamon]

- Guilhelmi, tal esperansa

vos don Dieus com vos m'ufretz.

[...]
[Cercamon]

Poiché vedo finir ogni giorno

la gioia e il canto e il diporto

e non mi vale chiericato,

e non posso aver conforto

che dall'essemplo del cigno,

che lai e grida alla sua morte

per neccesità manda e canta,

da che deve finir sua vita

e più non ha altro conforto.

[Guillelmi]

Maestro, che Dio m'aiuti,

ciò che dite è ben vero:

ma di ciò non vi caglia

che il clero non favvi ben,

ché verrà miglior tempo, io credo,

quando avrete tal compagnia

che a voi darà palafreno

o denaro che più vi vaglia,

perché il conte di Poitiers vien.

[Cercamon]

Guillalmi, valuto poco

ciò che dici, in mia fede:

ma più vorrei una quaglia

stringere al mio seno

che fare il pollo

in altro pollaio,

aspettando da lor grazia,

perché spesso invano spera

chi attende l'altrui bene.

[Guilhelmi]

Maestro, gran benevolenza

potete aver se pazientate.

[Cercamon]

- Guillalmi, vostra speranza

non credo sia come voi dite

[Guilhelmi]

- Maestro, perché non mi credete?

Gran bene vi verrà da Francia

se attender lo volete.

[Cercamon]

- Guilhelmi, tale speranza

che m'offrite, Dio a voi la doni.

[...]